# Grand Prix Général Patton
Der Grand Prix Général Patton ist ein Straßenradrennen in Luxemburg für Junioren.
Das Rennen ist nach den amerikanischen General George S. Patton benannt, der in Luxemburg als Befreier geehrt wird. Erstmals wurde das Rennen im Jahr 1947 als Eintagesrennen in vier Altersklassen ausgetragen, die in den Folgejahren immer wieder zwischen Amateuren und Anfängern gewechselt haben.  Seit 1963 ist der Gran Prix ausschließlich den Junioren vorbehalten. Von 2004 bis 2018 wurde das Rennen als Etappenrennen, bestehend aus zwei Abschnitten, ausgetragen. Seit dem Jahr 2019 ist der Grand Prix Général Patton wieder ein Eintagesrennen. Als Ersatz für den zweiten Renntag wurde der Grand Prix de Luxemburg in den Rennkalender aufgenommen.
Von 2008 bis 2019 war das Rennen Bestandteil des UCI Men Juniors Nations’ Cup.

## Palmarès
- 2024  Paul Fietzke
- 2023  William Graff
- 2022  Jarno Widar
- 2021 wegen COVID-19-Pandemie abgesagt
- 2020 wegen COVID-19-Pandemie abgesagt
- 2019  Marco Brenner
- 2018  Remco Evenepoel
- 2017  Michele Gazzoli
- 2016  Andreas Kron
- 2015  Marc Hirschi
- 2014  Alexander Wlassow
- 2013  Christoffer Lisson
- 2012  Quentin Jauregui
- 2011  Adrien Legros
- 2010  Olivier Le Gac
- 2009  Jan Hirt
- 2008  Sebastian Lander
- 2007  Dimitri Le Boulch
- 2006  Gert Dockx
- 2005  Thomas Vedel Kvist
- 2004  Simon Špilak
- 2003  Mikaël Chérel
- 2002  Jukka Vastaranta
- 2001  Jukka Vastaranta
- 2000  Wim De Vocht
- 1999  Igor Abakoumov
- 1998  Eric Baumann
- 1997  Vincent Van der Kooij
- 1996  Kim Kirchen
- 1995  Christian Poos
- 1994  Jan D’Hooghe
- 1993  Roger Van de Wal
- 1992  Steven Persoon
- 1991  Philippe Diederen
- 1990  Eric Van de Boom
- 1989  Philippe Wirtgen
- 1988  Philip Vandevelde
- 1987  Patrick Evenepoel
- 1986  Johan Cuypers
- 1985  Adriano Tempesta
- 1984  Pascal Triebel
- 1983  Andreas Merkle
- 1982  Michel Friedman
- 1981  Corneille Daems
- 1980  Peter Stigson
- 1979  Johan Van Asten
- 1978  Thierry Septon
- 1977 nicht ausgetragen
- 1976  Guy Greis
- 1975  Roby Godart
- 1974  Bengt Nymann
- 1973  Livio Ravagnan
- 1972  René Habeaux
- 1971  Rudi Scheler
- 1970  Raymond Uhres
- 1969  André Beullens
- 1968  Michel Thouvenin
- 1967  Heribert Ferring
- 1966  Robert Bischel
- 1965  Roland Smaniotto
- 1964  Roger Gilson
- 1963  Willy Day
- 1958  Emile Daems
- 1956  Edmond Jacobs
- 1955  Aldo Bolzan
- 1950  Charly Gaul
- 1949  Henri Kass
- 1947  Marcel Wang